# Apoyevmatini

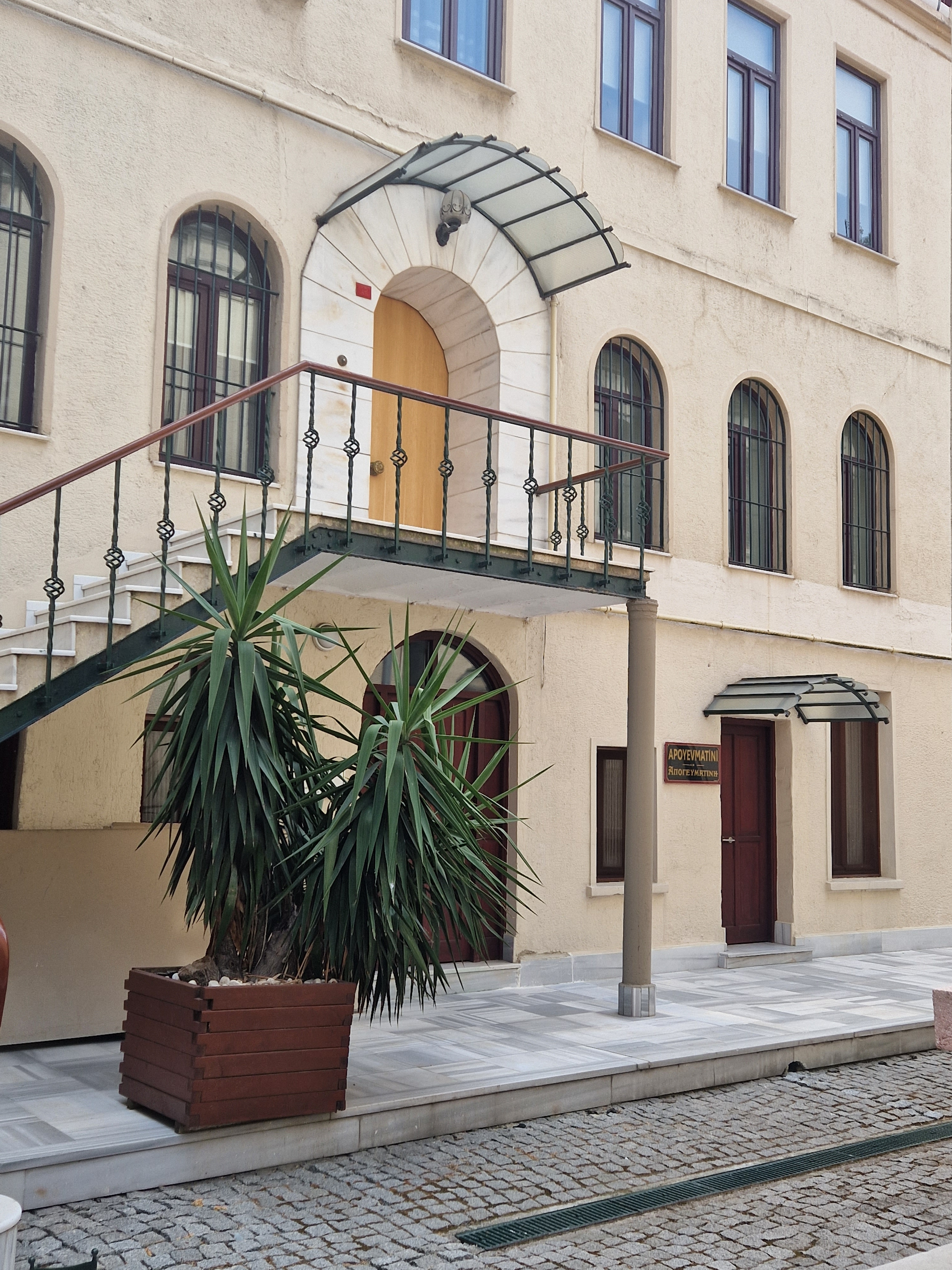
Historisches Gebäude der Zeitung Apogevmatini

Apoyevmatini (griechisch Απογευματινή Apogevmatiní, deutsch ‚Nachmittagszeitung‘) ist eine türkische Tageszeitung. Das 1920 gegründete Blatt ist die letzte verbliebene türkische Zeitung in griechischer Sprache. Sie erscheint seit 1920 in Istanbul als Wochenzeitung seit dem 25. Juli 1925 täglich. Sie ist damit die zweitälteste Zeitung der türkischen Republik nach der Cumhuriyet. Verlegt wird sie derzeit von Michalis Vasiliadis, Chefredakteur ist Vasiliadis’ Sohn Minas. Fünfmal die Woche behandelt die Zeitung politische Themen der Türkei und Griechenlands.

## Geschichte
Gegründet wurde Apoyevmatini von den Gebrüdern Andonis und Konstandinos Vasiliadis, die das Galatasaray-Gymnasium besucht hatten. Die Zeitung richtet sich an die alte griechische Minderheit in Istanbul, die als Rûm bezeichnet werden. In den frühen Jahren der Republik unter dem Staatsgründer Mustafa Kemal Atatürk hatte die Zeitung noch Auflagen von 35.000 bis 40.000. Im September 1955 wurden während des minderheitenfeindlichen Pogroms von Istanbul die Büros und Druckbetriebe der Zeitung von einem fanatischen türkischen Mob geplündert sowie komplett gebrandschatzt. Erst zwei Wochen nach dem christenfeindlichen Pogrom konnte man die Veröffentlichung der Zeitung wieder aufnehmen. Die Schäden bzw. Verluste wurden auf damals hohe 500.000 türkische Lira geschätzt.
Nach einer Flaute zu Beginn des 21. Jahrhunderts, während der lediglich 80 tägliche Exemplare gedruckt wurden, beträgt die Auflage 2017 nunmehr 600 Exemplare, die vor allem in den Istanbuler Vierteln mit kleineren griechischen Minderheiten, darunter Beyoğlu, Fener und Balat, im Handverkauf abgesetzt wurden. 2007 begann die Zeitung mit einer Online-Ausgabe und wird seitdem auch im Ausland gelesen. In der Finanzkrise 2010 stand die Zeitung kurz vor dem aus. Rund 300 türkischsprachige Istanbuler sprangen jedoch ein und schlossen aus Solidarität 300 neue Abos ab, obwohl sie den Inhalt der Zeitung nicht lesen konnten.
Durch ein Gesetz der AKP-Regierung von Recep Tayyip Erdoğan wurde die Zeitung 2014 geschlossen, da die dem Stellvertretenden Ministerpräsidenten untergeordnete Presseanstalt für die Verteilung von Werbeeinnahmen, die für die Zeitungen von existentieller Bedeutung sind, ohne vorherige Ankündigung aus dem Verteilungsprogramm nahm. Dennoch wird sie noch verlegt.